# Christian Karl von Schleswig-Holstein-Sonderburg-Plön-Norburg
Herzog Christian Karl von Schleswig-Holstein-Sonderburg-Plön-Norburg (* 20. August 1674 in Magdeburg; † 23. Mai 1706 in Sonderburg) war ein brandenburg-preußischer Offizier.

## Leben
Christian Karl war der jüngere Sohn von August von Schleswig-Holstein-Sonderburg-Norburg-Plön und Elisabeth Charlotte von Anhalt-Harzgerode. Er schlug die Offizierslaufbahn ein und wurde am 30. November 1697 Brandenburgischer Oberst. Am 14. Januar 1705 wurde er zum Preußischen Generalmajor ernannt.
Nach dem Tod von Herzog August und dem Regierungsantritt von Herzog Joachim Friedrich 1699 erhielt er lediglich die früher seinem Onkel Bernhard von Schleswig-Holstein-Sonderburg-Plön gehörenden Güter Søbygård und Gottesgabe auf Ærø als Paragium.

### Eheschließung und Familie
Christian Karl heiratete am 20. Februar 1702 im Curti-Schloss zu Umstadt Dorothea Christina von Aichelberg (* 23. Januar 1674; † 22. Juni 1762), die Tochter des Johann Franz von Aichelberg, Amtmann zu Norburg. Die nicht ebenbürtige und heimlich geschlossene Ehe führte zu einem Vergleich mit seinem regierenden Bruder, in dem Christian Karl für seine Nachkommen auf die fürstlichen Rechte verzichtete und den Familiennamen von Karlstein annahm. Das Paar hatte folgende Kinder:
- Charlotte Amalie (1703–?, als Kind gestorben)
- Wilhelmine Augusta (1704–1749), heiratete 1731 Conrad Detlev von Reventlow, den ältesten Sohn von Christian Detlev von Reventlow
- Friedrich Karl von Schleswig-Holstein-Sonderburg-Plön (1706–1761)

Christian Karl starb an den Blattern. Er wurde zunächst in Norburg beigesetzt. Nachdem sein Sohn Friedrich Karl nach einem langen Sukzessionsstreit Herzog von Schleswig-Holstein-Plön geworden war, ließ dieser den Leichnam in die Fürstengruft in Plön überführen.